# لوحة مفاتيح سبيس كاديت
لوحة مفاتيح سبيس كاديت هي لوحة مفاتيح كانت مستخدمة مع أجهزة ليسب من إم آي تي وصممها توم نايت، العديد من المصطلحات التقنية في مجال علم الحاسوب المستخدمة إلى الآن مستوحاة من هذه اللوحة، كما أنها أثرت في تصميم إيماكس. تصميم هذه اللوحة مستوحى من لوحة مفاتيح نايت (صممها توم نايت أيضا) - التي تم تصميمها من أجل نظام نايت التليفزيوني Knight TV system – التي كانت تستخدم مع نظام المشاركة الزمنية الغير متوافق Incompatible Timesharing System.

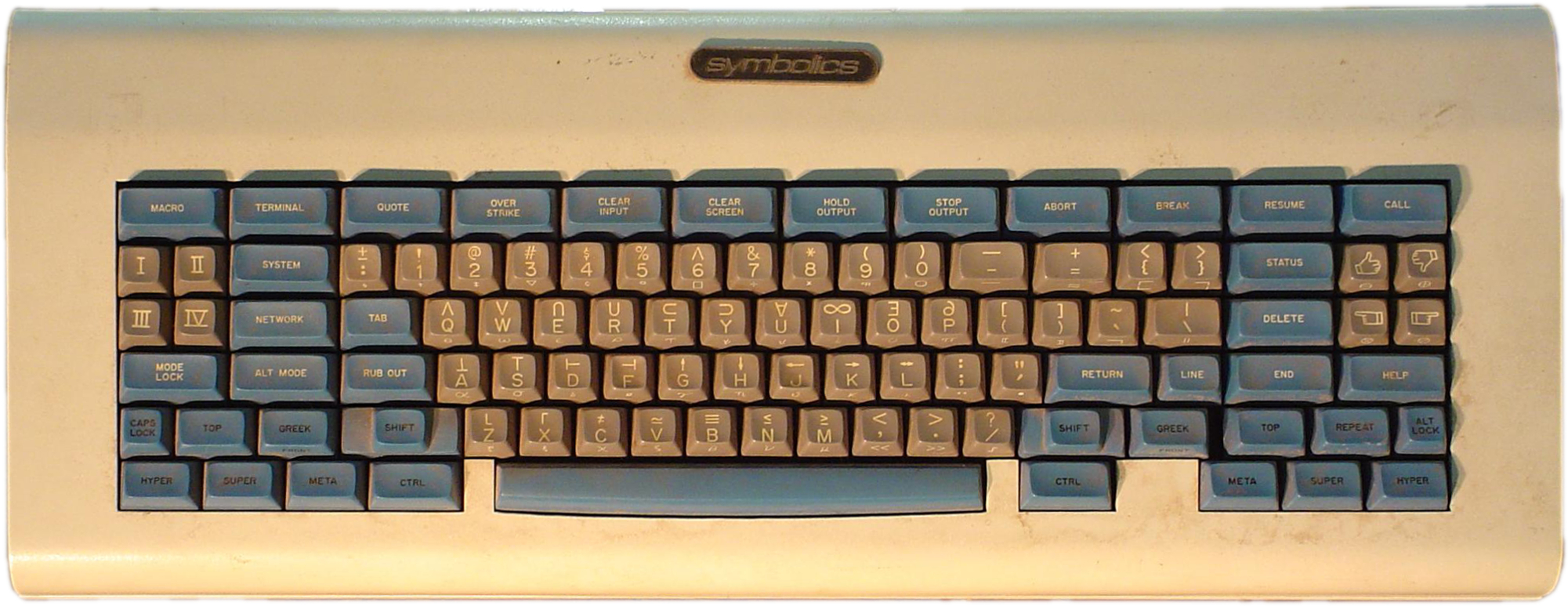
نموذج للوحة مفاتيح سبيس كاديت

## مواصفاتها
كانت هذه اللوحة مدعمة بما لا يقل عن سبعة مفاتيح تعديل modifier key: أربعة مفاتيح بكي بيتس bucky bits ("control"، "meta"، "hyper"، "super"، الأخيران بدأ استخدامهما في هذه اللوحة) وثلاثة مفاتيح تغييرshift keys هي "shift" و"top” و"front". كانت العديد من المفاتيح مرسوم عليها ثلاثة رموز: حرف ورمز بالأعلى وحرف يوناني في الأمام، فمثلا مفتاح "L" كان مرسوما عليه حرف "L" ورمز سهم مزدوج بالأعلى والحرف اليوناني لامدا ("Λ") في الأمام. بالضغط على هذا المفتاح باليد اليمنى والضغط أثناء ذلك على أحد مفاتيح shift باليد اليسرى يمكنك أن تحصل على النتائج التالية:
| المفتاح المضغوط | النتيجة              |
| --------------- | -------------------- |
| L               | l (lowercase L)      |
| ⇧ Shift+L       | L (uppercase L)      |
| Front+L         | λ (lowercase لامدا)  |
| Front+⇧ Shift+L | Λ (uppercase lambda) |
| Top+L           | ⇔ (two-way arrow)    |

يمكنك الحصول على كل من هذه النتائج أيضا عن طريق استخدام مفاتيح "control" ،"meta" ،"hyper" "super" مع الحرف. كانت هذه اللوحة تسمح بكتابة أكثر من 8000 حرف، مما مكن المستخدم من كتابة نصوص رياضية معقدة وأعطاه الآلاف من الأوامر التي ينفذ أي منها بحرف واحد فقط، كان العديد من المستخدمين على استعداد لحفظ الأوامر التي تؤديها كل هذه الحروف إذا كان هذا يقلل من وقت الكتابة (وشكل هذا الأسلوب واجهة نظام إيماكس)، ولكن كان هناك آخرون يرون أن الكثير من مفاتيح بكي بيتس أمر مبالغ فيه واعترضوا على هذا التصميم بحجة أن هذه اللوحة قد تحتاج لثلاث أو أربع أيدٍ للعمل عليها.
كانت هذه اللوحة تشمل مفتاح ماكرو الذي لم تدعمه الكثير من التطبيقات، كما كان بها أيضا أربعة مفاتيح للأرقام الرومانية (I، II، III، IV) التي كانت تسهل التعامل مع القوائم المكونة من أربع خيارات أو أقل.

## وصلات خارجية
- Space Cadet: a discussion of the keyboard, with illustrative pictures.
- Jargon File entry on the Space-cadet keyboard.
- The Lisp keyboards: overview of the Space-cadet and other famous Lisp keyboards.